# HRS-100

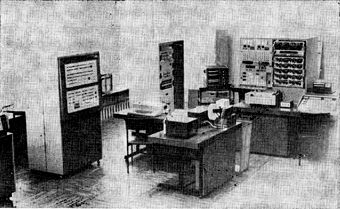
HRS-100 an der Akademie der Wissenschaften der UdSSR

Der HRS-100 (serbisch-kyrillisch Хибридни Рачунарски Систем, Hibridni Računarski Sistem; russisch Гибридная Вычислительная Система) war ein Hybridrechner.
Der Computer wurde in einem gemeinsamen Projekt der Sowjetunion und Jugoslawiens von 1968 bis 1971 unter der Leitung von Boris Kogan entwickelt. Es wurden drei Systeme eingesetzt, diese befanden sich in Moskau und Akademgorodok.